# Собор Николо-Шартомского монастыря
Собор Николая Чудотворца — главный храм Николо-Шартомского мужского монастыря в Ивановской области. Четырёхстолпный собор, построенный в 1651 году, — старейшее сохранившееся здание в области. Принадлежит к верхневолжской архитектурной традиции.

## История

### Николо-Шартомский монастырь
Точная дата и обстоятельства основания монастыря не известны. По разным данным, он был основан в период от XIII до XIV века. По преданию, одна благочестивая крестьянка обрела небольшую икону святителя Николая Чудотворца у реки Шахмы, которая тогда ещё называлась Шартомой, после чего недалеко от этого места была заложена обитель святителя Николая. По другой версии, монастырь был основан иноками, бежавшими из Суздаля после монгольского нашествия.
Первое документальное упоминание о монастыре находится в духовной грамоте 1425 (или 1444) года, данной нижегородской удельной княгиней Марией Спасо-Евфимиеву монастырю в Суздале. В грамоте княгиня отдаёт некоторые из своих земель монастырю во владение. Можно заметить, что на грамоте стоит подпись архимандрита Шартомского монастыря Конона. Подаренные земельные участки и наличие архимандрита указывают, что к тому времени монастырь уже приобрёл значительный вес в обществе. В 1506 году Василий III даровал монастырю несудимую грамоту, а в 1553-м Иван IV отдал монастырю во владения деревни из отчины князей Горбатых, что указывает на дальнейший рост значимости монастыря.
В 1619 году обитель сильно пострадала от набегов польско-литовского иноземного войска. Из «допросныхъ рѣчахъ Шуйскаго земскаго старосты Федора Иванова, соборнаго попа Парфёна Данилова, и всѣхъ Шуйских посадскихъ людей»:

Въ нынѣшнемъ 127 году, Польские и Литовские люди, Черкасы и съ Вязниковъ воры, и Казаки, въ вотчинѣ у Николы Чудотворца были, и войною по селамъ и по деревням стояли, и на монасырѣ, и монастырскую вотчину разорили; и въ церквѣ образы обдирали и сосуды церковные брали, и ризы, и шапку архимандричью, и всю службу взяли, и лошади монастырския побрали, и рогатую скотину большую и малую побили, и братью, и служки, и крестьянъ посѣкли; и села монастырские пожгли; и хлѣбъ стоячий и молоченой побрали; и всякомъ разорениемъ монастырь и монастырскую вотчину разорили; и слугъ и крестъянъ въ полонъ поимали. — То наши и рѣчи.
В 1624 году монастырь был вновь ограблен разбойниками, которые убили нескольких монахов и похитили казну.
В 1645 году, при архимандрите Иоасафе, монастырь, как сказано в одном старинном акте, «изволениемъ Божиимъ, отъ молнии, до основания выгорѣлъ». После этого пожара обитель вновь возведена, но на этот раз в камне и на новом месте, ближе к устью Молохты. Первым каменным строением монастыря стал Никольский собор.

### Никольский собор
Ансамбль Шартомского монастыря сформировался в целом в границах второй половины XVII — первой половины XIX веков. Никольский собор является самым древним строением монастыря и центром всего его архитектурного ансамбля.
В челобитной Алексею Михайловичу архимандрит Иоасиф рассказывает, как монастырский мирской староста, который собирал деньги у народа на нужды монастыря, после пожара 1649 года был убит и ограблен «Иваном Ахметевым». Данная челобитная указывает на то, что средства на монастырские постройки в середине XVII века были в основном собраны с крестьян монастырских вотчин. В виду отсутствия ответа от царя, средства были вновь собраны с крестьян, так как уже в 1651 году новый каменный собор был освещён по благословению архиепископа Суздальского и Торусского Серапиона. Нельзя с уверенностью говорить, что в названном году было завершено строительство собора, так как данная дата взята с водружального креста, который мог быть освещён ранее или во время воздвижения самого храма. Поэтому, несмотря на принятую дату основания — 1651 год, возможно, монастырь был достроен только ко второй половине 1650-х годов.
Никольский собор разделил судьбу Шартомского монастыря: упадок конца XVIII века, когда монастырь потерял все свои владения, расцвет второй половины XIX века и разруху XX столетия.

## Архитектура храма
Никольский собор является четырёхстолпным храмом с четырьмя луковичными главами зелёного цвета и одним куполом золотого цвета. Кровля предположительно с момента постройки была четырёхскатной, однако в целом архитектура собора консервативна. Фундаменты сложены из валунов, гранита и частично из белого камня. Стены храма снаружи покрыты побелкой по кирпичу. Внешнее деление стен лопатками на прясла продолжается внутренним строением собора. Центральный купол храма находится восточнее обычного, вследствие чего столбы также смещены к востоку. Соответственно, западное прясло самое широкое, среднее — у́же, а восточное — самое узкое. Примечательно, что данная асимметрия построена на принципе золотого сечения. Трёхапсидный алтарь вдвое ниже четверика храма, что придаёт ему его суровый вид. Окна собора, длинные и узкие, расположены в два яруса. Окна нижнего яруса имеют наличники с килевидным завершением, а окна второго яруса устроены без архитектурных обрамлений. Можно заметить также, что среднее окно, окно алтаря, единственное растёсанное и что южная апсида выступает чуть более северной.

## Интерьер

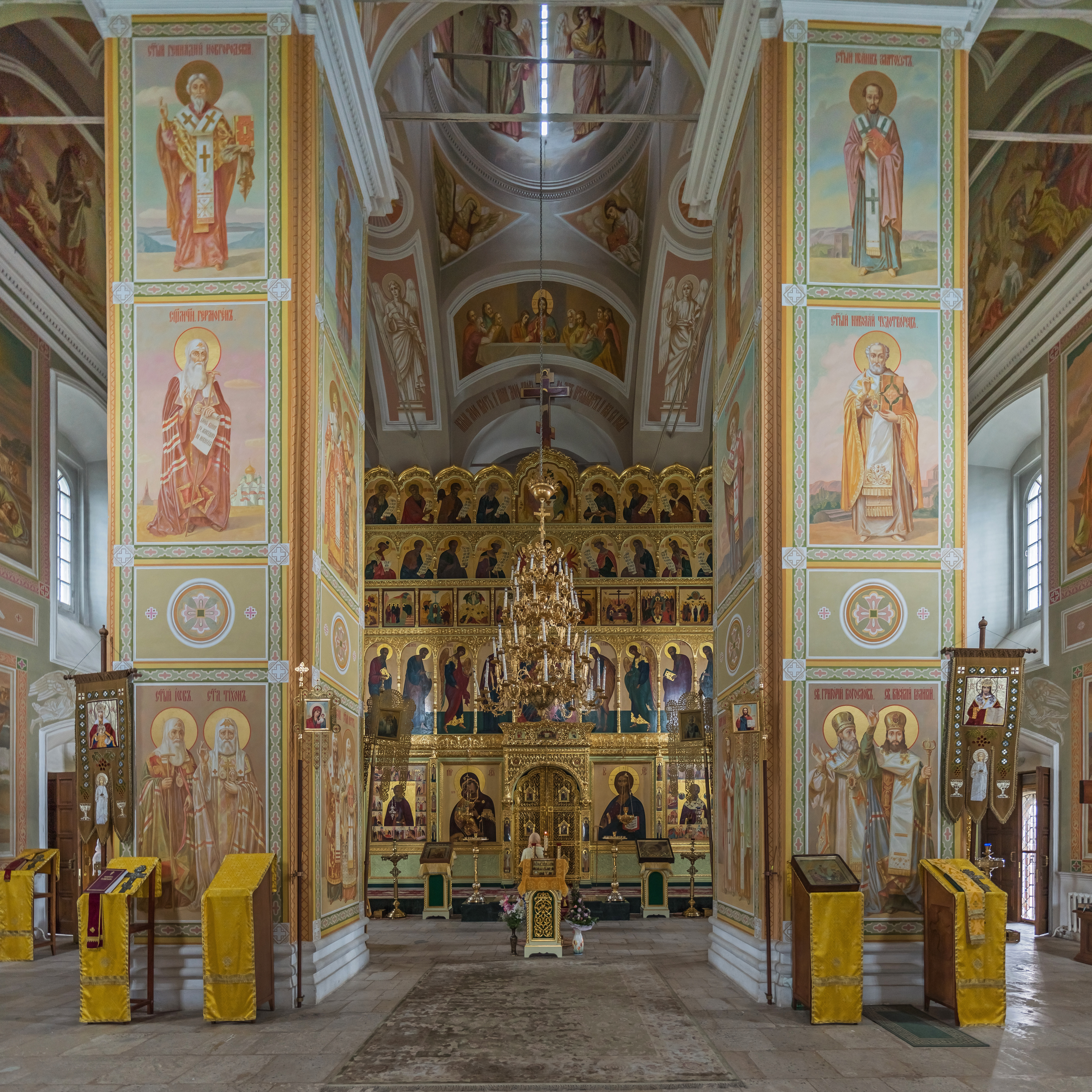
Интерьер собора

Внутри храм имеет оштукатуренные стены с сохранившимися остатками темперной живописи, относящейся к началу XIX века. К моменту передачи монастыря Церкви внутреннее убранство Никольского собора было почти полностью уничтожено. «Памятники Отечества» пишут: «На внутренних стенах собора, сводах и гранях пилонов местами сохранилась штукатурка с остатками фресок».
Три перспективных портала состоят из чередующихся четвертей и полуовалов. Северный портал украшен резными из белого камня «дыньками» и напоминает порталы Владимиро-Суздальского зодчества XII—XIII веков. Цоколь декорирован поребриком.
Примечательно наличие в храме старинных икон. У левого клироса помещены Тихвинская и Шуйская-Смоленская иконы Божией Матери, а у правого — нерукотворный образ Спасителя очень выразительного письма. Судя по их размеру, эти иконы когда-то могли находиться на иконостасе в каком-нибудь другом местном храме.

## Отзывы о внешности храма
Православные храмы. Путешествие по святым местам:

«Он имеет суровый, „глыбистый“ облик, столь отличный от облика практических современных ему посадских храмов недалеко от Суздаля. Это как раз тот случай, когда форма соответствует содержанию. Монастырский храм и внешность имеет внушительно-монастырскую».
Памятники Отечества:

«Никольский собор поражает своей высотой. В плане это вытянутый прямоугольник со смещённым к востоку центральным барабаном. В соответствии с этим фасады продольной части объёма имеют неравные отрезки, разделенные четырьмя плоскими пилястрам, на которые опираются пяты закомар. Вершины закомар выравнены карнизом более позднего происхождения. Эстетическое содержание, положенное в основу Никольского собора, не было ослаблено новыми формами завершения барабанов и кровли, возникшими в XVII веке. Строгость и красота, свойственные древнерусской архитектуре, сохранились в этом сооружении».